# Serie animate televisive degli anni 1960
Questa è la lista delle serie animate televisive trasmesse sulle reti televisive di tutto il mondo dal 1960 al 1969. Questa lista include anche le serie di cortometraggi come The Bugs Bunny Show.

## Anni 1960

### 1960
| Titolo                                 | Episodi            | Paese d'origine        | Anno      | Note        |
| -------------------------------------- | ------------------ | ---------------------- | --------- | ----------- |
| The New Adventures of Pinocchio        | 136                | Stati Uniti (bandiera) | 1960–1961 | Stop Motion |
| Jason e Toledo                         | 130                | Stati Uniti (bandiera) | 1960–1962 |             |
| Collericamente vostro Braccio di Ferro | 220                | Stati Uniti (bandiera) | 1960–1962 |             |
| Gli antenati                           | 166                | Stati Uniti (bandiera) | 1960–1966 |             |
| Davey and Goliath                      | 72                 | Stati Uniti (bandiera) | 1960–1977 | Stop-Motion |
| Le avventure di re Leonardo            | 203                | Stati Uniti (bandiera) | 1960–1969 |             |
| Mister Magoo                           | 26 (+1 TV special) | Stati Uniti (bandiera) | 1960      |             |
| Q.T. Hush                              | 100                | Stati Uniti (bandiera) | 1960–1961 |             |
| The Bugs Bunny Show                    |                    | Stati Uniti (bandiera) | 1960–2000 | Raccolta    |
| The Nutty Squirrels Present            | 30                 | Stati Uniti (bandiera) | 1960–1961 |             |
| Mr. Piper                              | 39                 | Canada (bandiera)      | 1960–1961 | Raccolta    |
| Foo-Foo                                | 33                 | Regno Unito (bandiera) | 1960–1962 |             |
| Snip and Snap                          | 26                 | Regno Unito (bandiera) | 1960      | Stop-Motion |

### 1961
| Titolo                    | Episodi | Paese d'origine        | Anno      | Note        |
| ------------------------- | ------- | ---------------------- | --------- | ----------- |
| Arriva Yoghi              | 33      | Stati Uniti (bandiera) | 1961–1962 |             |
| Instant History           | 312     | Giappone (bandiera)    | 1961–1962 |             |
| Alvin Show                | 78      | Stati Uniti (bandiera) | 1961–1962 |             |
| Top Cat                   | 30      | Stati Uniti (bandiera) | 1961–1962 |             |
| Calvin e il colonnello    | 26      | Stati Uniti (bandiera) | 1961–1962 |             |
| Out of the Inkwell        | 100     | Stati Uniti (bandiera) | 1961–1962 |             |
| Tales of the Wizard of Oz | 200     | Stati Uniti (bandiera) | 1961      |             |
| The Dick Tracy Show       | 130     | Stati Uniti (bandiera) | 1961–1962 |             |
| The Underseas Explorers   |         | Stati Uniti (bandiera) | 1961      | [ 1 ]       |
| Pingwings                 | 20      | Regno Unito (bandiera) | 1961–1964 | Stop-Motion |

### 1962
| Titolo                               | Episodi | Paese d'origine        | Anno                       | Note        |
| ------------------------------------ | ------- | ---------------------- | -------------------------- | ----------- |
| I pronipoti                          | 75      | Stati Uniti (bandiera) | 1962–1963; 1984–1985; 1987 |             |
| Bolok e Lolek                        | 150     | Polonia (bandiera)     | 1962–1986                  |             |
| Tre allegri naviganti                | 26      | Stati Uniti (bandiera) | 1962–1969                  |             |
| Otogi Manga Calendar                 | 312     | Giappone (bandiera)    | 1962-1964                  |             |
| Space Angel                          | 260     | Stati Uniti (bandiera) | 1962–1964                  |             |
| Bonne nuit les petits                | 288     | Francia (bandiera)     | 1962–1976                  | Stop-Motion |
| The Adventures of Lariat Sam         | 13      | Stati Uniti (bandiera) | 1962                       |             |
| The Hanna-Barbera New Cartoon Series | 52      | Stati Uniti (bandiera) | 1962–1963                  |             |

### 1963
| Titolo                    | Episodi | Paese d'origine                            | Anno      | Note              |
| ------------------------- | ------- | ------------------------------------------ | --------- | ----------------- |
| Beetle Bailey             | 52      | Stati Uniti (bandiera)                     | 1963      |                   |
| Rod Rocket                | 130     | Stati Uniti (bandiera)                     | 1963      |                   |
| 8 Man                     | 56      | Giappone (bandiera)                        | 1963–1964 |                   |
| Sennin Buraku             | 23      | Giappone (bandiera)                        | 1963–1964 |                   |
| Astro Boy                 | 193     | Giappone (bandiera)                        | 1963–1978 | Inedito in Italia |
| Franc Frac e Giancanino   | 70      | Stati Uniti (bandiera)                     | 1963–1966 |                   |
| Bolek i Lolek             | 152     | Polonia (bandiera)                         | 1962–1986 |                   |
| Bleep and Booster         | 44      | Regno Unito (bandiera)                     | 1964–1969 |                   |
| Daithi Lacha              |         | Irlanda (bandiera)                         | 1963–1969 |                   |
| Okami shônen Ken          | 86      | Giappone (bandiera)                        | 1963–1965 |                   |
| The Hector Heathcote Show |         | Stati Uniti (bandiera)                     | 1963–1965 |                   |
| L'invincibile Ercole      | 128     | Canada (bandiera) · Stati Uniti (bandiera) | 1963–1966 |                   |

### 1964
| Titolo                                    | Episodi | Paese d'origine        | Anno      | Note |
| ----------------------------------------- | ------- | ---------------------- | --------- | ---- |
| Shōnen ninja kaze no Fujimaru             | 65      | Giappone (bandiera)    | 1964–1965 |      |
| Big X                                     | 59      | Giappone (bandiera)    | 1964–1965 |      |
| Prince Planet                             | 52      | Giappone (bandiera)    | 1964–1965 |      |
| DoDo - The Kid From Outer Space           | 78      | Regno Unito (bandiera) | 1960–1970 |      |
| Super Robot 28 (Tetsujin 28-go, Gigantor) | 97      | Giappone (bandiera)    | 1964–1965 |      |
| Peter Potamus                             | 21      | Stati Uniti (bandiera) | 1964–1965 |      |
| Capitan Fathom                            | 130     | Stati Uniti (bandiera) | 1964–1965 |      |
| Jonny Quest                               | 26      | Stati Uniti (bandiera) | 1964–1965 |      |
| Hoppity Hooper                            | 104     | Stati Uniti (bandiera) | 1964-1967 |      |
| Magilla Gorilla                           | 23      | Stati Uniti (bandiera) | 1963–1967 |      |
| The Magic Roundabout                      | 441     | Francia (bandiera)     | 1963–2010 |      |
| La giostra incantata / Bobo & Company     |         | Francia (bandiera)     | 1964–1975 |      |
| Ughetto cane perfetto                     | 124     | Stati Uniti (bandiera) | 1964–1973 |      |
| Bolek i Lolek                             | 150     | Polonia (bandiera)     | 1962–1986 |      |

### 1965
| Titolo                        | Episodi | Paese d'origine        | Anno      | Note |
| ----------------------------- | ------- | ---------------------- | --------- | ---- |
| Wonder 3                      | 52      | Giappone (bandiera)    | 1965–1966 |      |
| Kimba - Il leone bianco       | 52      | Giappone (bandiera)    | 1965–1980 |      |
| Uchū Ace                      | 52      | Giappone (bandiera)    | 1965–1966 |      |
| La formica atomica            | 26      | Stati Uniti (bandiera) | 1965      |      |
| L'amabile strega              | 26      | Stati Uniti (bandiera) | 1965      |      |
| The Beatles                   | 39      | Stati Uniti (bandiera) | 1965–1969 |      |
| Milton the Monster            | 26      | Stati Uniti (bandiera) | 1965–1968 |      |
| Roger Ramjet                  | 156     | Stati Uniti (bandiera) | 1965      |      |
| Secret Squirrel               | 26      | Stati Uniti (bandiera) | 1965–1968 |      |
| Le avventure di Sinbad Junior | 82      | Stati Uniti (bandiera) | 1965      |      |

### 1966
| Titolo                             | Episodi | Paese d'origine        | Anno      | Note |
| ---------------------------------- | ------- | ---------------------- | --------- | ---- |
| King Kong                          | 25      | Stati Uniti (bandiera) | 1966–1967 |      |
| Kimba - Il leone bianco            | 26      | Giappone (bandiera)    | 1966–1968 |      |
| Osomatsu-kun                       | 60      | Giappone (bandiera)    | 1966–1967 |      |
| Sally la maga                      | 109     | Giappone (bandiera)    | 1966–1968 |      |
| Speed Racer                        | 52      | Giappone (bandiera)    | 1967–1969 |      |
| Space Ghost e Dino Boy             | 20      | Stati Uniti (bandiera) | 1966–1968 |      |
| Rocket Robin Hood                  | 52      | Canada (bandiera)      | 1966–1969 |      |
| Frankenstein Jr. & Gli Impossibili | 36      | Stati Uniti (bandiera) | 1966      |      |
| Cool McCool                        | 26      | Stati Uniti (bandiera) | 1966–1969 |      |
| Superman                           | 68      | Stati Uniti (bandiera) | 1966–1970 |      |
| Bamse                              | 15      | Svezia (bandiera)      | 1966–1981 |      |

### 1967
| Titolo                                          | Episodi | Paese d'origine        | Anno      | Note        |
| ----------------------------------------------- | ------- | ---------------------- | --------- | ----------- |
| Fantaman                                        |         | Giappone (bandiera)    |           |             |
| La spada di luce                                |         | Giappone (bandiera)    |           |             |
| Il mio amico Guz                                |         | Giappone (bandiera)    |           |             |
| The Monkey                                      |         | Giappone (bandiera)    |           |             |
| Capitan Scarlet                                 | 32      | Stati Uniti (bandiera) | 1967      |             |
| La principessa Zaffiro                          | 52      | Giappone (bandiera)    | 1967-1968 |             |
| George della giungla                            | 17      | Stati Uniti (bandiera) | 1967      |             |
| Tom Slick                                       | 17      | Stati Uniti (bandiera) | 1967      |             |
| Superpollo                                      | 17      | Stati Uniti (bandiera) | 1967      |             |
| Batfink                                         | 100     | Stati Uniti (bandiera) | 1967      |             |
| Viaggio al centro della Terra                   | 17      | Stati Uniti (bandiera) | 1967      |             |
| Samson & Goliath (aka Young Samson and Goliath) | 20      | Stati Uniti (bandiera) | 1967–1968 |             |
| The Superman/Aquaman Hour of Adventure          | 36      | Stati Uniti (bandiera) | 1967–1968 |             |
| Gli Erculoidi                                   | 18      | Stati Uniti (bandiera) | 1967–1969 | 36 segmenti |
| Shazzan                                         | 32      | Stati Uniti (bandiera) | 1967–1969 |             |
| Birdman and the Galaxy Trio                     | 60      | Stati Uniti (bandiera) | 1967–1969 |             |
| L'Uomo Ragno                                    | 52      | Stati Uniti (bandiera) | 1967–1970 |             |
| I Fantastici Quattro                            | 20      | Stati Uniti (bandiera) | 1967–1970 |             |
| Colargol                                        | 13      | Francia (bandiera)     | 1967–1974 |             |
| Reksio                                          | 65      | Polonia (bandiera)     | 1967–1990 |             |

### 1968
| Titolo                      | Episodi | Paese d'origine                            | Anno      | Note |
| --------------------------- | ------- | ------------------------------------------ | --------- | ---- |
| Superkid eroe bambino       |         | Giappone (bandiera)                        |           |      |
| Wacky Races                 | 34      | Canada (bandiera) · Stati Uniti (bandiera) | 1968–1970 |      |
| Sasuke, il piccolo ninja    |         | Giappone (bandiera)                        |           |      |
| La fiaba quotidiana         | 1640    | Paesi Bassi (bandiera)                     | 1968-1989 |      |
| Fantastic Voyage            | 17      | Stati Uniti (bandiera)                     | 1968      |      |
| Bem il mostro umano         | 26      | Giappone (bandiera)                        | 1968      |      |
| Cyborg 009                  | 26      | Giappone (bandiera)                        | 1968      |      |
| GeGeGe no Kitaro            | 65      | Giappone (bandiera)                        | 1968–1969 |      |
| Kaibutsu-kun                | 48      | Giappone (bandiera)                        | 1968–1969 |      |
| Marine Boy                  | 78      | Giappone (bandiera)                        | 1965–1971 |      |
| Batman                      | 17      | Stati Uniti (bandiera)                     | 1968–1969 |      |
| Go-Go Gophers               | 48      | Stati Uniti (bandiera)                     | 1968–1969 |      |
| Aquaman                     | 36      | Stati Uniti (bandiera)                     | 1968–1970 |      |
| Archie e Sabrina            | 33      | Stati Uniti (bandiera)                     | 1968–1970 |      |
| Tommy, la stella dei Giants | 182     | Giappone (bandiera)                        | 1968–1971 |      |

### 1969
| Titolo                                    | Episodi | Paese d'origine        | Anno          | Note |
| ----------------------------------------- | ------- | ---------------------- | ------------- | ---- |
| Cappuccetto a pois                        | 12      | Svizzera (bandiera)    | 1969          |      |
| Al lupo... al lupo                        | 22      | Stati Uniti (bandiera) | 1969          |      |
| Dororo                                    | 26      | Giappone (bandiera)    | 1969          |      |
| Mimì e la nazionale di pallavolo          | 104     | Giappone (bandiera)    | 1969–1971     |      |
| Il mago pancione Etcì                     |         | Giappone (bandiera)    |               |      |
| Himitsu no Akko-chan                      | 94      | Giappone (bandiera)    | 1969–1970     |      |
| Hot Wheels                                | 17      | Stati Uniti (bandiera) | 1969–1971     |      |
| Judo Boy                                  | 26      | Giappone (bandiera)    | 1969          |      |
| L'invincibile Ninja Kamui                 | 26      | Giappone (bandiera)    | 1969          |      |
| Sazae-san                                 | 6342    | Giappone (bandiera)    | 1969–in corso |      |
| Skyhawks                                  | 17      | Stati Uniti (bandiera) | 1969–1971     |      |
| L'Uomo Tigre                              | 105     | Giappone (bandiera)    | 1969–1971     |      |
| I clangoli                                | 26      | Regno Unito (bandiera) | 1969–1974     |      |
| Dastardly e Muttley e le macchine volanti | 34      | Stati Uniti (bandiera) | 1969–1971     |      |
| The Hardy Boys                            | 34      | Stati Uniti (bandiera) | 1969–1971     |      |
| Le avventure di Penelope Pitstop          | 17      | Stati Uniti (bandiera) | 1969–1971     |      |
| Scooby-Doo! Dove sei tu?                  | 25      | Stati Uniti (bandiera) | 1969–1978     |      |
| Here Comes the Grump                      | 17      | Stati Uniti (bandiera) | 1969-1970     |      |